# Avvampante giugno
Avvampante giugno, o Giugno fiammeggiante (Flaming June), è un dipinto del pittore inglese sir Frederic Leighton, realizzato nel 1895. Dipinto a olio su una tela quadrata di 1200 millimetri per lato, è considerato da molti il capolavoro dell'artista, che mostra la sua natura classicista. Si pensa che la donna ritratta alluda alle figure delle ninfe dormienti e delle naiadi che i greci scolpivano spesso.
Avvampante giugno scomparve dalla circolazione all'inizio del Novecento e venne riscoperto negli anni 1960. Poco dopo venne messo all'asta, in un'epoca nota per la difficoltà nel vendere dei dipinti di epoca vittoriana, e non fu venduto a causa del suo prezzo minimo di 140 dollari statunitensi (1126 dollari negli anni 2000). Dopo l'asta, fu subito acquistata dal Museo de Arte de Ponce, a Porto Rico.

## Storia

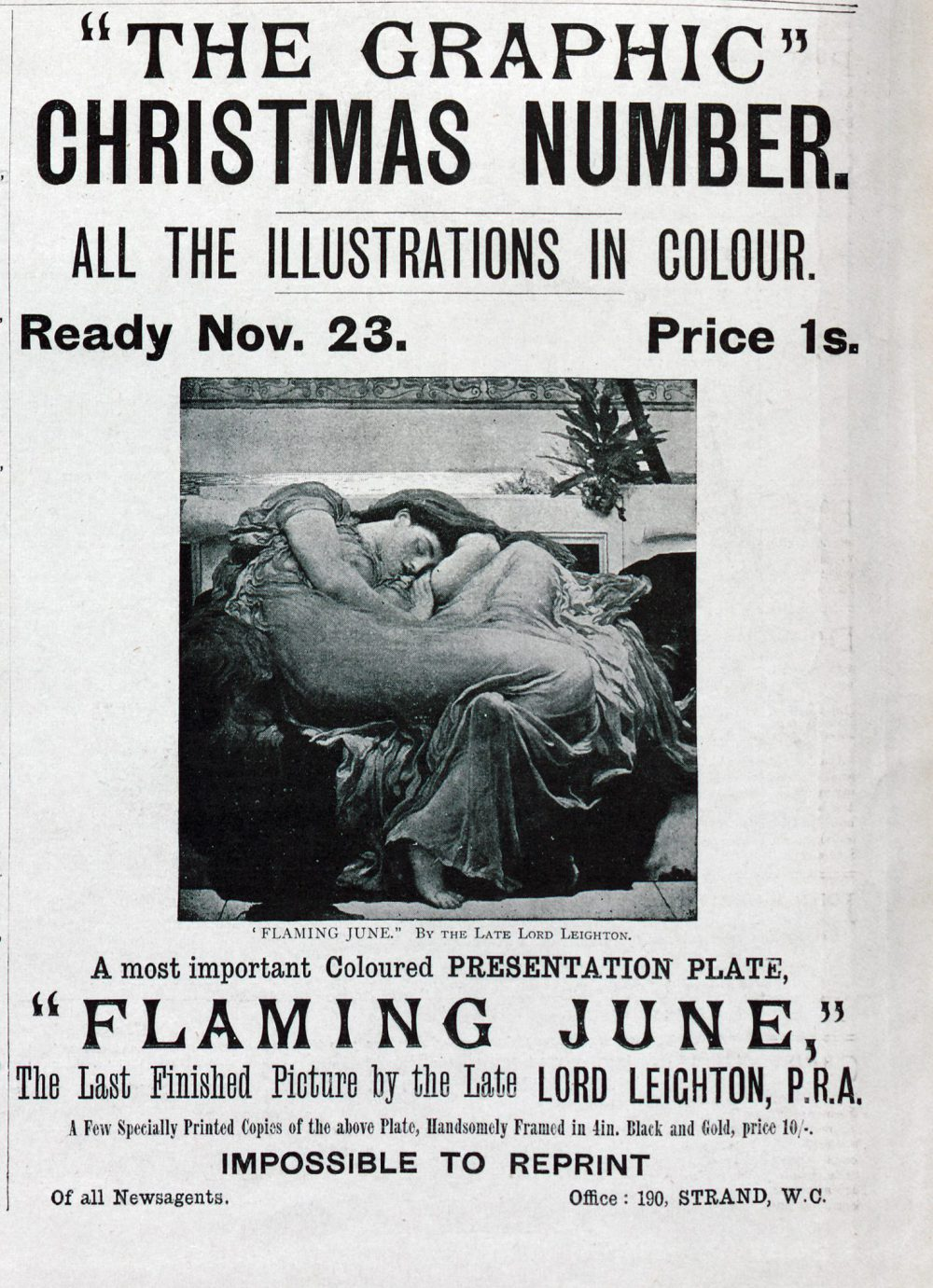
La copertina del numero natalizio di The Graphic del 1895.

I primi proprietari del dipinto, della rivista The Graphic, lo acquistarono per creare una riproduzione di alta qualità che venne regalata come regalo di Natale nel 1895. Quando Frederic Leighton morì nel gennaio del 1896, l'opera venne messa sulla finestra del loro ufficio con l'approvazione del corteo funebre. Il quadro venne prestato al museo Ashmolean all'inizio del Novecento; la sua ubicazione dopo questo prestito è sconosciuta. Il dipinto venne riscoperto in una casa di Battersea all'inizio degli anni 1960, incassato sopra un camino. Andrew Lloyd Webber lo vide poco dopo in un negozio della Kings Road, ma sua nonna si rifiutò di dargli in prestito il prezzo richiesto di 50 sterline, affermando: "Non avrò della spazzatura vittoriana nel mio appartamento".
Nel 1963, Luis A. Ferré (il noto industriale e politico portoricano, che sarebbe stato eletto governatore cinque anni dopo) era in viaggio in Europa per comprare dei dipinti e delle sculture per il museo d'arte di Ponce a Porto Rico, che aveva fondato. Per Joey Medrano, "è molto curioso sapere che questo dipinto di una tale importanza tardo-vittoriana venne acquistato ad Amsterdam da Luis A. Ferré per meno di 1000 dollari nel 1960".
Una volta faceva solo parte della collezione del museo d'arte di Ponce, ma poi divenne il suo simbolo e l'opera d'arte più riconosciuta. Da allora, il dipinto venne prestato a dei musei importanti in tutto il mondo, come il museo del Prado di Madrid nel 2008, la galleria statale di Stoccarda nel 2009 e due musei nuovaiorchesi, la collezione Frick nel 2015 e il museo Metropolitano nel 2022.
Nel 2015 uno studio per il dipinto a matita e carboncino, la testa della modella, venne trovato dietro la porta di una stanza da letto nella magione ereditata da Bamber Gascoigne dopo la morte della sua prozia Mary Innes-Ker, duchessa di Roxburghe.
Nel 2016 la tela venne prestata alla casa museo Leighton di Kensington e venne esposta nello studio nel quale fu creata.

## Descrizione

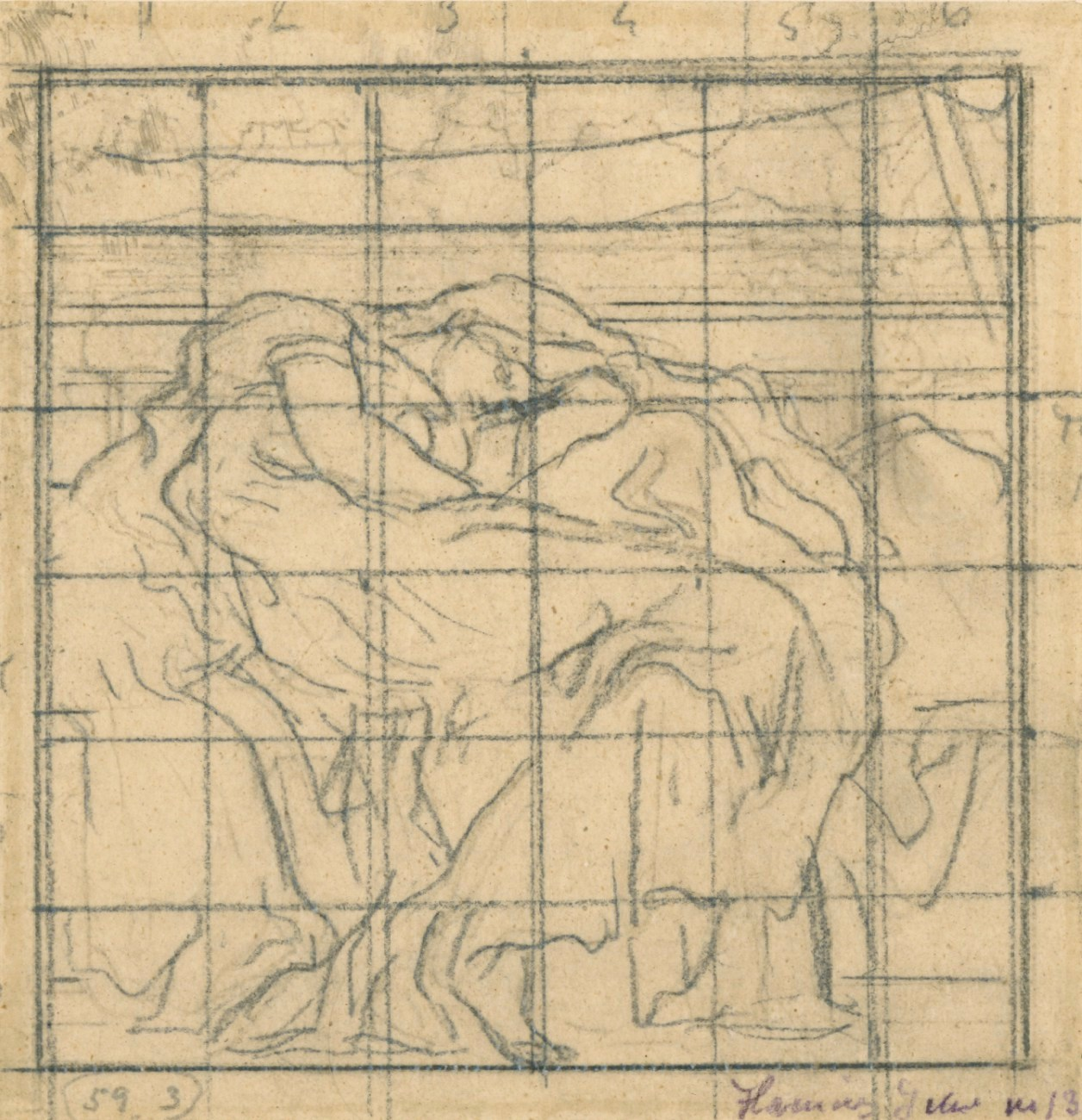
Uno studio per l'opera del 1894.

Avvampante giugno partì come un motivo per adornare un bagno di marmo per un'altra opera di Frederic Leighton, Sonno estivo. L'autore si affezionò tanto al disegno che decise di crearne un dipinto autonomo.
Il quadro raffigura una donna che dorme su una panchina di marmo, mentre sullo sfondo si intravede il mare sul quale si rispecchia il sole al tramonto. La donna sonnolente indossa un abito arancione semitrasparente, che permette allo spettatore di intuire la forma del corpo. Nelle guance c'è un rossore, come se lei sapesse di essere osservata nel sonno, nonostante dorma. Il ramo di oleandro tossico in alto a destra forse simboleggia il collegamento fragile tra il sonno e la morte.
Secondo lo storico dell'arte Andrew Graham-Dixon "la sua posa è vagamente modellata su quella della statua famosa della Notte di Michelangelo, nelle tombe dei Medici a Firenze, che Leighton considerava uno dei raggiungimenti supremi dell'arte occidentale". La posizione della donna dormiente diede a Leighton molti problemi. Egli fece molti schizzi preliminari per decidere in che modo dovesse distendersi; in particolare, fu difficile far sembrare naturale l'angolo del suo braccio destro. I suoi studi dimostrano che il dipinto passò attraverso almeno quattro schizzi evolutivi prima che Leighton raggiungesse il risultato finale. Di questi studi, quattro sono di nudo e uno del drappeggio. La figura drappeggiata sembra quella meno realistica, provando il bisogno dichiarato di Leighton di disegnare da un modello di nudo per raggiungere una fedeltà alla natura.
Avvampante giugno è diventato il quadro più riconoscibile di Leighton. Samuel Courtauld, il fondatore dell'istituto Courtauid, lo definì il "dipinto più bello che esista". Il realismo del materiale trasparente indossato dalla donna dormiente, i colori ricchi sbalorditivi e il bordo di marmo ricreato perfettamente sono delle caratteristiche dell'opera di Leighton, così come il suo uso della luce naturale. Egli fece sì che il tramonto nello sfondo sembrasse dell'oro fuso.

## Le modelle

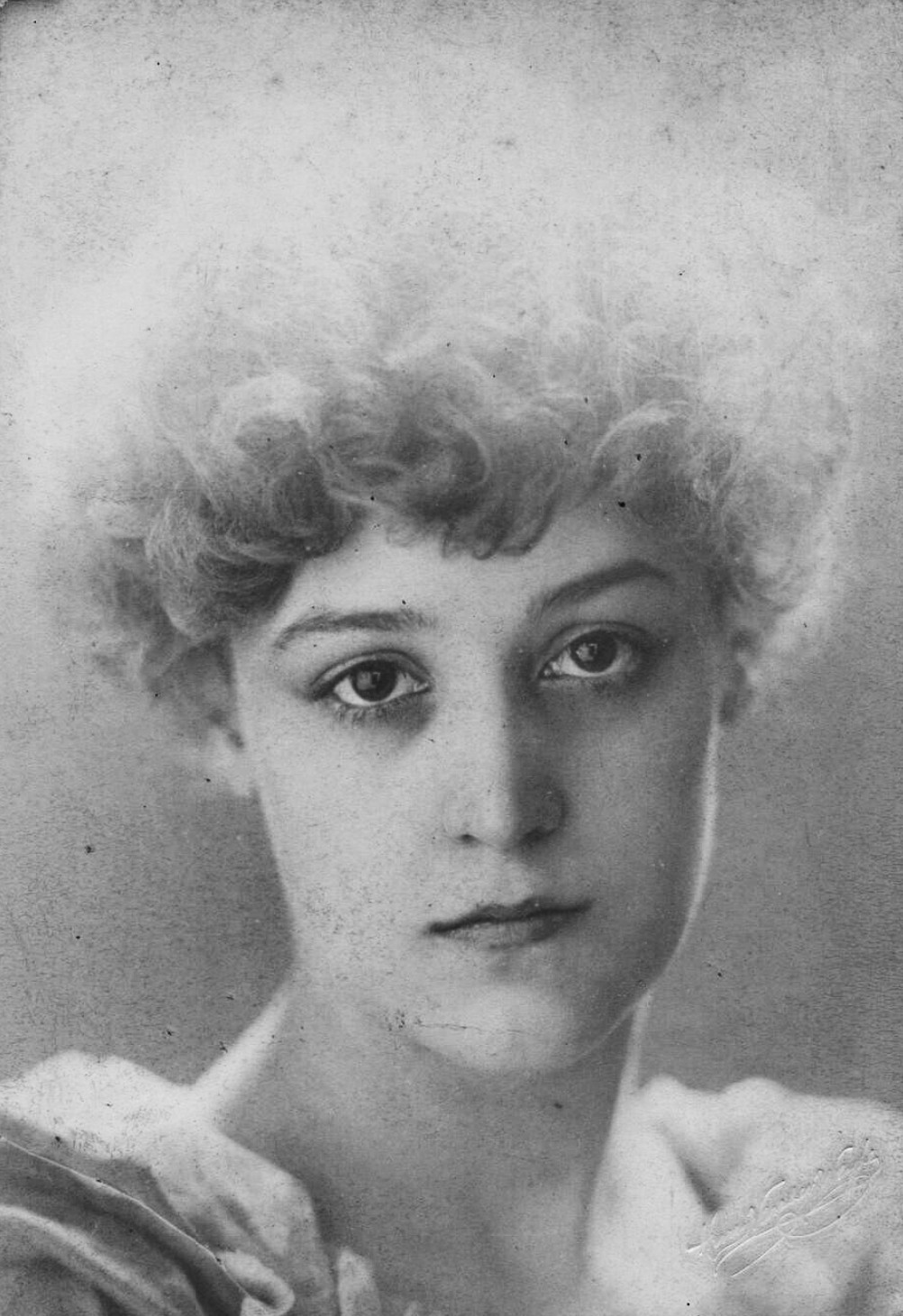
Dorothy Dene, che potrebbe aver posato per l'opera, negli anni 1880.

Se il corpo della donna rimane un mistero, si ipotizza che il volto sia quello di una delle due modelle preferite di Leighton negli anni 1890, Dorothy Dene o Marie Lloyd.
Marie Lloyd era la figlia di un gentiluomo di campagna impoverito. Ella giunse a Londra e avviò una carriera di grande successo come modella per gli artisti, posando solo per la testa e le mani, e non nuda (distinguendosi da molte altre). Iniziò a posare per Leighton nel 1892 circa e le venne chiesto di venire a posare nel gennaio del 1895 per il dipinto Lacrime (1894–1895). Probabilmente è anche la modella per il suo Tra la speranza e la paura (1895 circa).

## Nella cultura di massa
Nel 2013, l'opera venne citata nella copertina di un numero della rivista Vogue, con l'attrice Jessica Chastain al posto della donna dormiente.